# TV Vijesti
TV Vijesti es un canal de televisión privado de Montenegro, perteneciente a United Media. Se trata de la versión televisiva del periódico Vijesti. Emite noticias.

## Historia
El canal inició emisiones el 15 de mayo de 2008.
Desde entonces, TV Vijesti ha aspirado a convertirse en el líder de la programación informativa en Montenegro. TV Vijesti cuenta con un centenar de empleados, entre periodistas expertos y técnicos que utilizan la tecnología más avanzada.
Desde junio de 2022, el canal pertenece a United Media, de United Group.

## Programación
- Vijesti
- Bez granica
- Meteo centar
- Načisto sa Petrom Komnenićem
- Boje jutra
- Extra lifestyle